# Troy Perkins
Troy Perkins (ur. 29 lipca 1981 w Springfield, Ohio) – amerykański piłkarz występujący na pozycji bramkarza.

## Kariera klubowa
Perkins karierę rozpoczynał w 2000 roku w zespole South Florida Bulls z University of South Florida. W 2002 roku został graczem klubu Cape Cod Crusaders, grającego w USL Premier Development League. W 2003 roku trafił do Evansville Purple Aces z University of Evansville. W 2004 roku Perkins podpisał kontrakt z DC United, występującym w Major League Soccer. W tych rozgrywkach zadebiutował 23 maja 2004 roku w przegranym 1:2 meczu z Colorado Rapids. W tym samym roku przebywał na wypożyczeniu w Northern Virginia Royals. W 2004 roku z DC United zdobył również MLS Cup. W 2006 roku został wybrany do MLS Best XI, a także został wybrany Bramkarzem Roku MLS. W tym samym roku, a także rok później otrzymał z zespołem nagrodę MLS Supporters' Shield. W DC United spędził 3 lata.
W 2008 roku Perkins przeszedł do norweskiej Vålerenga Fotball. W Tippeligaen pierwszy mecz zaliczył 29 marca 2008 roku przeciwko Aalesund (2:1). W tym samym roku zdobył z klubem Puchar Norwegii. W Vålerendze występował przez 2 lata.
W 2010 roku Perkins powrócił do Stanów Zjednoczonych, gdzie ponownie został graczem zespołu DC United. Spędził tam cały sezon 2010. W następnym reprezentował ekipę Portland Timbers, również z MLS. W 2012 roku przeszedł do Montrealu Impact. W 2015 grał w Seattle Sounders FC.

## Kariera reprezentacyjna
W reprezentacji Stanów Zjednoczonych Perkins zadebiutował 25 stycznia 2009 roku w wygranym 3:2 towarzyskim meczu ze Szwecją. W tym samym roku został powołany do kadry na Złoty Puchar CONCACAF. Zagrał na nich w pojedynkach z Grenadą (4:0), Hondurasem (2:0), Panamą (1:1, 2:1 po dogrywce), Hondurasem (2:0) oraz w finale z Meksykiem (0:5). Tamten turniej zespół USA zakończył na 2. miejscu.